# Altair Gomes de Figueiredo
Altair Gomes de Figueiredo eller bare Altair (født 22. januar 1938 i Niterói, Brasilien, død 9. august 2019) var en brasiliansk fodboldspiller (forsvarer), der med Brasiliens landshold vandt guld ved VM i 1962 i Chile. Han var dog ikke på banen i turneringen. I alt nåede han at spille 18 landskampe.
Altair spillede på klubplan hele sin karriere hos Rio de Janeiro-klubben Fluminense. Her var han med til at vinde adskillige titler, blandt andet statsmesterskabet i Rio de Janeiro.